# باتريك كواكو
باتريك ندوا إيريني كواكو (بالفرنسية: Patrick Ndoua Irenee Kouakou)‏؛  مواليد 20 مارس 1988 في أنياما، مقاطعة أبيدجان، ساحل العاج، هو لاعب كرة قدم  يلعب في النادي الرياضي الصفاقسي كمهاجم. بدأ باتريك ندوا إيريني كواكو مسيرته الرياضية عام 2006 مع أسيك ميموزا.

## سيرته
لعب كواكو 6 مواسم مع فريق أسيك ميموزا الإيفواري، فاز رفقته بثلاثة ألقاب للدوري الإيفواري (2006-2009-2010) و ثلاثة كؤوس (2007-2008-2011). في يناير 2012، انتقل للعب في الدوري المغربي الأول في صفوف نادي حسنية أكادير، و تألق في مرحلة ذهاب موسم 2013/2014، حيث تصدر قائمة هدافي الدوري بستة أهداف، مناصفة مع الغابوني مليك إيفونا.
في يوليو 2014، انتقل كواكو إلى النادي الرياضي الصفاقسي التونسي، لمدة ثلاثة مواسم.

على المستوى الدولي، شارك كواكو رفقة منتخب ساحل العاج، لأقل من 17 سنة، في كأس العالم التي أقيمت في البيرو، و رفقة المنتخب المحلي، في بطولة أفريقيا للأمم 2011، في السودان.

## وصلة خارجية
جرد لأهداف اللاعب من موقع كوورة المتخصص